# کویانچی
کویانچی (انگلیسی: Kuyanchi) یک شهرک در شهرستان کاراایدلسکی استان باشقیرستان کشور روسیه است.